# Tallacano
Tallacano is een plaats (frazione) in de Italiaanse gemeente Acquasanta Terme.